# Frea pilosa
Frea pilosa là một loài bọ cánh cứng trong họ Cerambycidae.